# Aeroportul Cobar
Aeroportul Cobar (IATA: CAZ, ICAO: YCBA) este un aeroport din Cobar⁠(d), Noul Wales de Sud, Australia ce deservește zona Cobar⁠(d). A fost numit după zona deservită.
Situat la o altitudine de 218 m, aeroportul dispune de o singură pistă. Este operat de Cobar Shire⁠(d).